# Rutas Express
Rutas Express es un sistema de transporte público que funciona desde el 25 de febrero de 2017 en la Ciudad de Mixco y el área oeste de la Ciudad de Guatemala, Guatemala. La Ciudad de Mixco actualmente es la tercera ciudad más poblada de Guatemala y forma parte del Área Metropolitana de Guatemala por lo que la demanda al transporte público es alta y debido a esto la Municipalidad de Mixco estableció el sistema de transporte «Rutas Express» con tres líneas que conectan Mixco con la Ciudad de Guatemala.

## Historia

### Cronología
- 25 de febrero de 2017: Comienza a circular en Mixco la primera ruta denominada «Express Roosevelt» con 10 unidades articuladas de tránsito mixto.[3]
- 17 de diciembre de 2017: Comienza a circular la segunda ruta denominada «Express Naranjo».[4]
- 27 de abril de 2019: Comienza a circular la tercera ruta denominada «Express Minervas» con más de 20 unidades de tránsito mixto.[5]
- 22 de mayo de 2021: Inicia operaciones la ruta Express San Juan-1.º de julio.[6]

## Líneas

### Express Roosevelt
La primera línea de las Rutas Express inicia en la zona 1 de Mixco y recorre la calzada Roosevelt finalizando en El Obelisco en la zona 13 de la Ciudad de Guatemala, esta línea fue inaugurada el 25 de febrero de 2017 e inició operaciones con 10 unidades articuladas con una capacidad de transportar 140 pasajeros. El cobro de dicho recorrido es de 2.50 quetzales. Se tiene contemplado que esta línea tenga conexión con el sistema de MetroRiel actualmente en construcción.

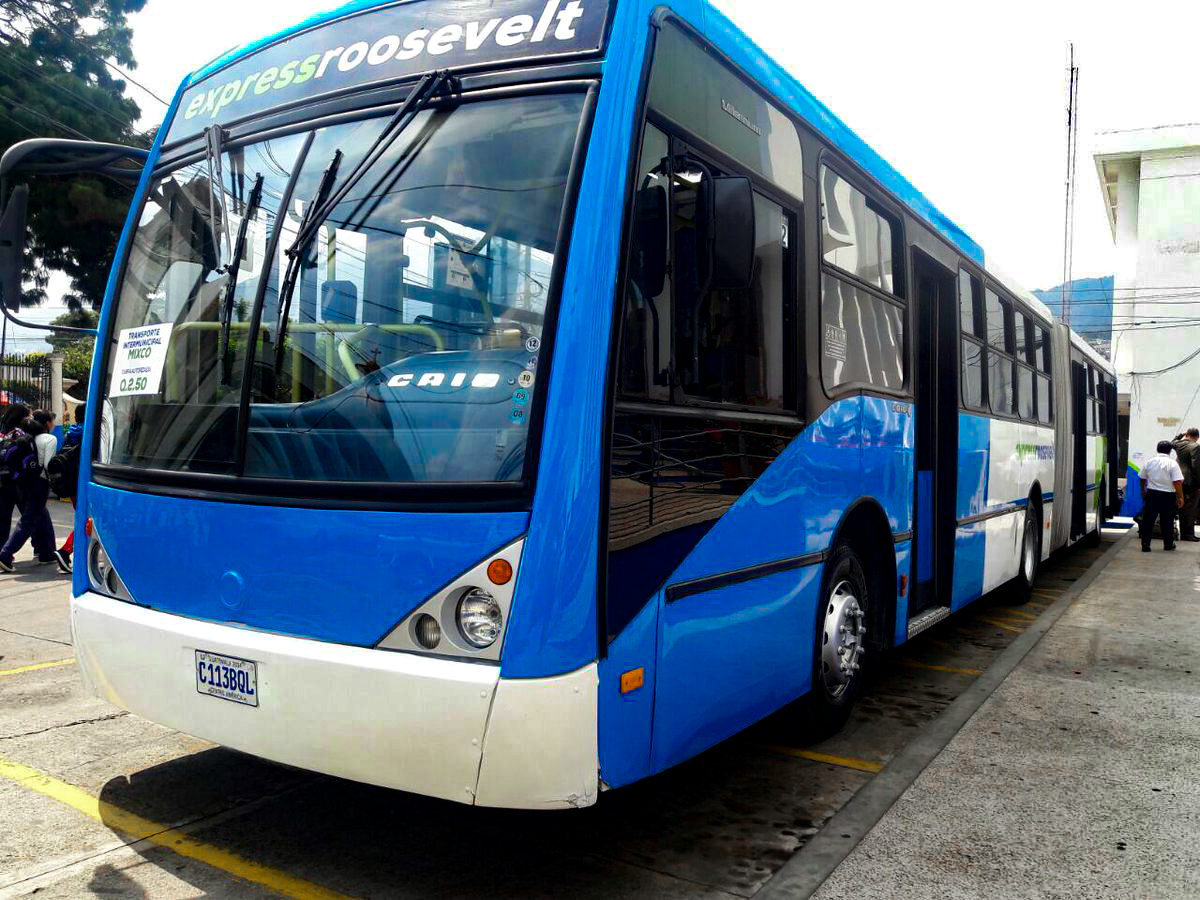
Unidad articulada de la línea «Express Roosevelt».

### Express Naranjo
La segunda línea de las Rutas Express inicia en la zona 4 de Mixco y finaliza en la zona 1 de la Ciudad de Guatemala, recorriendo el bulevar El Naranjo y parte del Anillo Periférico de la Ciudad de Guatemala, esta línea fue inaugurada el 17 de diciembre de 2017. El cobro de dicho recorrido es de 2.50 quetzales.

### Express Minervas
La tercera línea de las Rutas Express presta servicio a las colonias Las Minervas, Lo de Fuentes y Tierra Nueva, entre otras ubicadas en la zona 11 de Mixco, esta línea fue inaugurada el 27 de abril de 2019 y el cobro de dicho recorrido es de 2.50 quetzales.

## Autobuses
El sistema cuenta con 10 unidades articuladas marca Caio-Mercedes Benz modelo 2009 y New Flyer modelo D60HF, el resto de autobuses son procedentes de Brasil, específicamente de las fabricantes de carrocerías Busscar (modelo Urbanuss Pluss S3) y Marcopolo (modelo Torino).